# Fredrik Hagen
Fredrik Christian Hagen, född 20 juni 1843 i Trondheim, död 27 april 1930, var en norsk agronom och lantbrukare. 
Hagen köpte 1878 gården Storfosen, som innefattade ön med samma namn vid Trondheimsfjordens inlopp. Denna gård uppodlade och förbättrade han så att den, från att ha varit en medelmåttig egendom, vilken kunde föda 37 kor, blev en av Norges mest betydande med över 200 hektar odlad jord och en besättning på över 200 mjölkkor.